# Georg Vobruba
Georg Vobruba (* 26. Juni 1948 in Wien) ist ein österreichischer Soziologe und emeritierter Professor an der Universität Leipzig. Die Hauptarbeitsgebiete von Vobruba sind Soziologie der Sozialpolitik, Europasoziologie und Gesellschaftstheorie.

## Leben
Georg Vobrubas Vater August Rudolf Vobruba war leitender Angestellter der Creditanstalt-Bankverein in Wien, seine Mutter (Olga, geb. Kulka) Psychologin aus der Schule von Karl und Charlotte Bühler. Georg besuchte das Akademische Gymnasium in Wien, studierte in Wien Rechtswissenschaften (Promotion zum Dr. jur., 1971), sodann in Freiburg i. Br. Volkswirtschaftslehre (Dipl.-Vw. 1975) und Soziologie.
Von 1978 bis 1985 arbeitete Georg Vobruba in unterschiedlichen Bereichen beim Österreichischen Fernsehen (ORF). Von 1985 bis 1991 war er am Wissenschaftszentrum Berlin für Sozialforschung (WZB) und am Hamburger Institut für Sozialforschung tätig, vertrat zwischendurch einen Lehrstuhl für Soziologie an der Universität Kiel und eine Professur an der Universität Oldenburg. Er war seit 1992 Professor für Soziologie an der Universität Leipzig, seit 2013 ist er emeritiert.
Georg Vobruba war unter anderem Dekan der Fakultät für Sozialwissenschaften und Philosophie der Universität Leipzig (1996–2002), Mitglied des Senats der Universität Leipzig (2010–2013), Mitglied des Executive Committee der European Sociological Association (2011–2013) und Mitglied des Vorstands der Deutschen Gesellschaft für Soziologie (2003–2005 und 2007–2017). Er ist Mitherausgeber der Schriftenreihe Neue Bibliothek der Sozialwissenschaften im VS Verlag für Sozialwissenschaften (Seit 2008), Mitherausgeber der Schriftenreihe Interventionen im Verlag Beltz-Juventa (Seit 2012) und (Mit-)Herausgeber mehrerer Zeitschriften, unter anderem des Journal of European Social Policy (1991–2007), der Zeitschrift für Sozialreform (1990–2010), der Czech Sociological Review (1997–2009), der Soziologie (2003–2017), des European Journal of Cultural and Political Sociology (Seit 2014) und Wissenschaftlicher Beirat des studentischen Soziologiemagazins (seit 2009).
Gastprofessuren und Forschungsaufenthalte führten ihn an die New York University (Remarque Institute), Universidade Nova de Lisboa (Centro de Estudos Sociologia – CESNOVA), Universität Wien (Institut für Soziologie), Eötvös Loránd University, Budapest (TáTK).

## Forschung
Am Beginn von Vobrubas soziologischer Forschung standen Probleme der Staatstheorie. Daraus entwickelten sich zahlreiche Untersuchungen zu Problemen der Sozialpolitik, des Wohlfahrtsstaates und des Arbeitsmarktes, erst im nationalen, dann im europäischen Rahmen, und schließlich in Verbindung mit der Transnationalisierungs- und Globalisierungsdiskussion. Die Beiträge zum Strukturwandel des Arbeitsmarktes, zum Ende der Vollbeschäftigung sowie zu den Problemen und Perspektiven der Arbeitswelt und eines garantierten Grundeinkommens zählen zu seinen öffentlich am stärksten wahrgenommenen Schriften.
Ein weiterer Schwerpunkt der Arbeiten Vobrubas liegt auf der Soziologie politischer und sozialer Räume, auf Bemühungen zur Entwicklung einer Europasoziologie, einer Grenzsoziologie und damit der Soziologisierung von Fragestellungen der Politik, insbesondere der internationalen Politik. Georg Vobruba gilt als Experte für Probleme der europäischen Integration, der Erweiterung der Europäischen Union und der Europäischen Nachbarschaftspolitik.
Der dritte, gesellschaftstheoretische Schwerpunkt seiner Forschung widmet sich der Verknüpfung von Handlungstheorie und politischer Soziologie. Ausgehend von Legitimationsproblemen und Krisenforschung erweiterte sich die Perspektive auf das Verhältnis von sozial-institutioneller Integration und dem Eigensinn individuellen Handelns sowie auf die institutionellen Bedingungen individueller Autonomiegewinne. Georg Vobruba sieht in diesem Ansatz die Weiterführung der Kritischen Theorie als politische Soziologie der Gesellschaftskritik.

## Schriften (Auswahl)
- Politik mit dem Wohlfahrtsstaat (= Suhrkamp TB. 1181). Frankfurt am Main 1983, ISBN 3-518-11181-7.
- als Hrsg.: Wir sitzen alle in einem Boot. Gemeinschaftsrhetorik in der Krise. Campus, Frankfurt am Main / New York 1983, ISBN 3-593-33277-9.
- mit Emmerich Tálos (Hrsg.): Perspektiven der Arbeitszeitpolitik. Verlag für Gesellschaftskritik, Wien 1983, ISBN 3-900351-26-0.
- mit Michael Opielka (Hrsg.): Das garantierte Grundeinkommen. Entwicklung und Perspektiven einer Forderung. Fischer, Frankfurt am Main 1986, ISBN 3-596-24109-X.
- Arbeiten und Essen. Politik an den Grenzen des Arbeitsmarkts. Passagen, Wien 1989, ISBN 3-900767-33-5.
- als Hrsg.: Strukturwandel der Sozialpolitik. Lohnarbeitszentrierte Sozialpolitik und soziale Grundsicherung. Suhrkamp, Frankfurt am Main 1990, ISBN 3-518-11569-3.
- Jenseits der sozialen Fragen. Modernisierung und Transformation von Gesellschaftssystemen. Suhrkamp, Frankfurt am Main 1991, ISBN 3-518-11699-1.
- Gemeinschaft ohne Moral. Theorie und Empirie moralfreier Gemeinschaftskonstruktionen. Passagen, Wien 1994, ISBN 3-85165-112-X.
- Autonomiegewinne. Sozialstaatsdynamik, Moralfreiheit, Transnationalisierung. Passagen, Wien 1997, ISBN 3-85165-261-4.
- Alternativen zur Vollbeschäftigung. Die Transformation von Arbeit und Einkommen. Suhrkamp, Frankfurt am Main 2000, ISBN 3-518-12167-7.
- Integration + Erweiterung. Europa im Globalisierungsdilemma. Passagen, Wien 2001, ISBN 3-85165-469-2.
- mit Nikolaos Psarros und Pirmin Stekeler-Weithofer (Hrsg.): Die Entwicklung sozialer Wirklichkeit. Auseinandersetzungen mit der historisch-genetischen Theorie der Gesellschaft. Velbrück, Weilerswist 2003, ISBN 3-934730-64-7.
- mit Ronald Gebauer und Hanna Petschauer: Wer sitzt in der Armutsfalle? Selbstbehauptung zwischen Sozialhilfe und Arbeitsmarkt. Edition Sigma, Berlin 2002 (2. Auflage 2003), ISBN 3-89404-971-5.
- Die Dynamik Europas. Verlag für Sozialwissenschaften, Wiesbaden 2005, ISBN 3-531-15463-X.
- mit Monika Eigmüller (Hrsg.): Grenzsoziologie. Die politische Strukturierung des Raumes. Verlag für Sozialwissenschaften, Wiesbaden 2006 (2. Auflage 2016), ISBN 3-531-14606-8.
- Entkoppelung von Arbeit und Einkommen. Das Grundeinkommen in der Arbeitsgesellschaft. Verlag für Sozialwissenschaften, Wiesbaden 2006 (3., erweiterte Auflage 2019), ISBN 3-531-14934-2.
- mit Maurizio Bach und Christian Lahusen (Hrsg.): Europe in Motion. Social Dynamics and Political Institutions in an Enlarging Europe. Sigma, Berlin 2006, ISBN 3-89404-536-1.
- Die Gesellschaft der Leute. Kritik und Gestaltung der sozialen Verhältnisse. Verlag für Sozialwissenschaften, Wiesbaden 2009 (2., erweiterte Auflage 2019), ISBN 978-3-531-16289-8.
- mit Sylke Nissen (Hrsg.): Die Ökonomie der Gesellschaft. Verlag für Sozialwissenschaften, Wiesbaden 2009, ISBN 978-3-531-15783-2.
- Kein Gleichgewicht. Die Ökonomie in der Krise. Beltz-Juventa, Weinheim / Basel 2012, ISBN 978-3-7799-2847-8.
- Der postnationale Raum. Transformation von Souveränität und Grenzen in Europa. Beltz-Juventa, Weinheim / Basel 2012, ISBN 978-3-7799-2847-8.
- mit Jenny Preunkert (Hrsg.): Krise und Integration. Gesellschaftsbildung in der Eurokrise. Springer VS, Wiesbaden 2015, ISBN 978-3-658-09230-6.
- mit Luis Baptista und Jenny Preunkert (Hrsg.): Aftermath. Political and Urban Consequences of the Euro Crisis. Edicoes Colibri, Lisboa 2015, ISBN 978-989-689-497-9.
- Krisendiskurs. Die nächste Zukunft Europas. Beltz Juventa, Weinheim/Basel 2017, ISBN 978-3-7799-3621-3.
- Die Kritik der Leute. Einfachdenken gegen besseres Wissen. Beltz Juventa, Weinheim/Basel 2019, ISBN 978-3-7799-6037-9.
- Kritik zwischen Praxis und Theorie. Beltz Juventa, Weinheim/Basel 2020, ISBN 978-3-7799-5573-3.
- mit Martin Endreß und Sylke Nissen: Aktualität der Demokratie. Beltz Juventa, Weinheim/Basel 2020, ISBN 978-3-7799-6427-8.
- Das Verschwörungsweltbild. Denken gegen die Moderne. Beltz Juventa, Weinheim/Basel 2024, ISBN 978-3-7799-7800-8.